# شیخانی
شهر شیخانی (به روسی: Шиханы) در کشور روسیه و در اوبلاست ساراتوف واقع شده‌است.